# Contopus ochraceus
Contopus ochraceus е вид птица от семейство Tyrannidae.

## Разпространение
Видът е разпространен в Коста Рика, Мексико и Панама.